# Alfred Löw-Beer
Alfred Löw-Beer [alfred lef bér] (16. května 1872 ve Vídni – 10. dubna 1939 poblíž Stříbra) byl židovský, německy mluvící podnikatel. Provozoval několik továren, především textilních, v období Rakouska-Uherska a od roku 1918 první Československé republiky.

## Rodina Löw-Beer
Alfred Löw-Beer se narodil ve Vídni manželům Maxovi a Pauline Löw-Beerovým, což byla rodina židovských německých průmyslníků původem z Boskovic. Rod Löw-Beerů přišel na Moravu už v 17. století. Později se rodina výrazně podílela na průmyslovém rozvoji na Moravě. Vybudovala postupně průmyslový koncern, specializovaný na výrobu vlněných látek, a zabezpečila tak pro lidi velký počet pracovních míst, díky čemuž se místně podstatně snížila nezaměstnanost. Dokonce pro své zaměstnance nechali postavit úřednické a dělnické domky, pro jejich děti potom mateřskou školu. Na Vánoce vždy děti rodiny Löw-Beerů (ač byly židovského vyznání) chodily obdarovávat chudší děti hračkami, cukrovím, ovocem či oblečením. Kvalitní vlněné látky vyráběné v rodinných továrnách dostávali každoročně jako příspěvek i jejich zaměstnanci.
Alfred Löw-Beer se oženil ve svých 29 letech ve Vídni. Jeho ženou se stala Marianne Wiedmann. Měl s ní tři děti, jedním z nich byla Grete Tugendhat, které po jejím druhém sňatku s rovněž textilním průmyslníkem Fritzem Tugendhatem daroval v roce 1929 část svého pozemku v Brně-Černých Polích jako věno. Grete na tomto pozemku nechala se svým manželem a s velkou finanční pomocí svého otce vystavět slavnou vilu Tugendhat, navrženou německým architektem Ludwigem Miesem van der Rohe, která je od roku 2001 zapsána do seznamu světového dědictví UNESCO.

## Zatčení a konec života

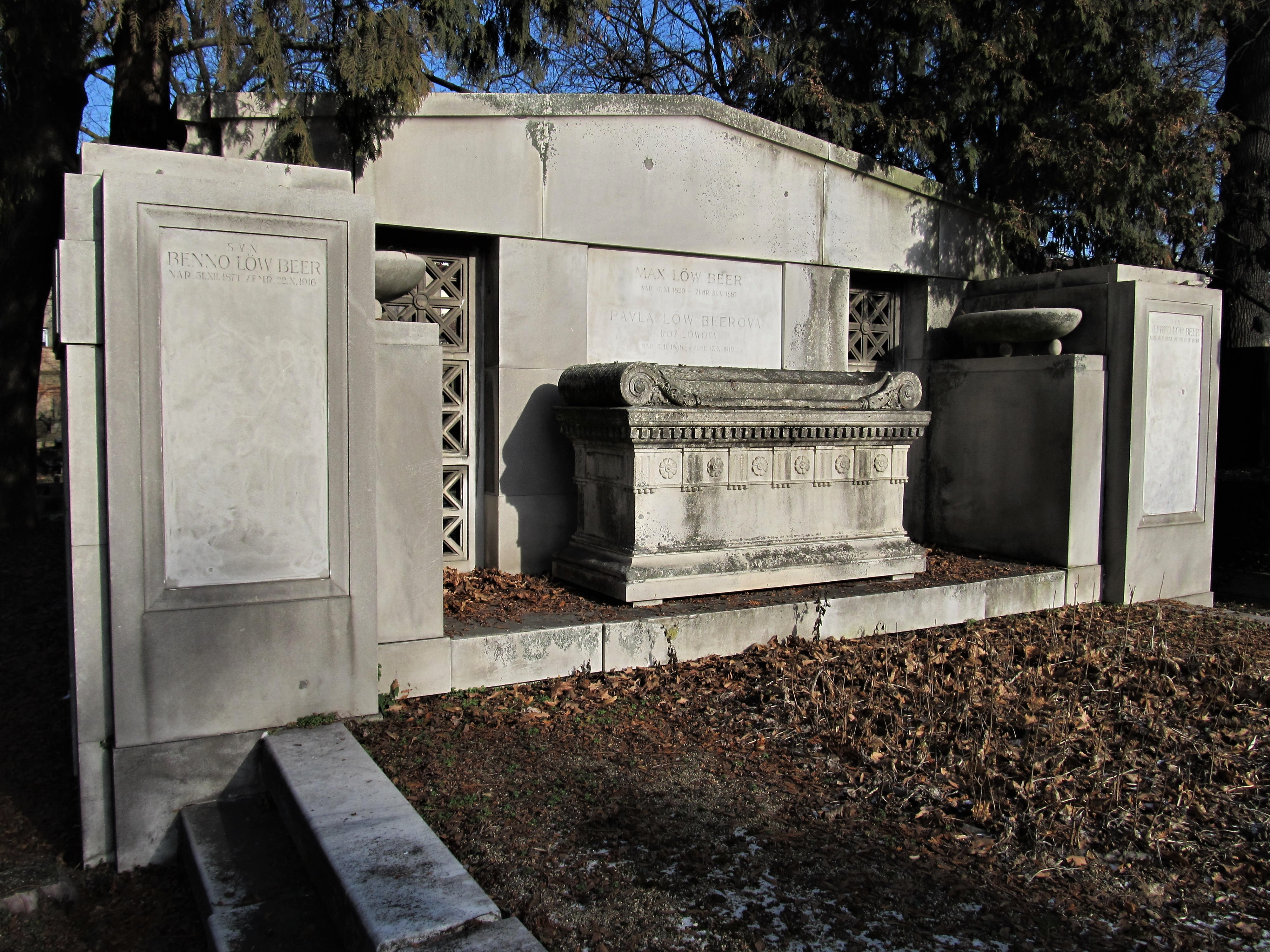
Hrobka rodiny Löw-Beerovy na židovském hřbitově v Brně-Židenicích

Rodiny Löw-Beerů a Tugendhatů se musely po Mnichovské dohodě kvůli svému židovskému původu obávat o svůj osud, proto většina z jejich příslušníků emigrovala do zahraničí, přes Švýcarsko do Velké Británie a později do Venezuely. Alfred Löw-Beer však zůstal v okleštěném Československu, aby se pokusil o záchranu aspoň části rodinného majetku. Byl poprvé zatčen už 15. března 1939 ještě před příchodem nacistů. Po brzkém propuštění byl znovu zatčen již 16. března 1939 „na pokyn celní bezpečnostní služby“ a opět dodán do věznice Policejního ředitelství v Brně, odkud byl opět propuštěn téhož dne. Měl pak v úmyslu z Protektorátu Čechy a Morava pod falešným jménem uniknout, ale za nejasných okolností zemřel a jeho mrtvola byla nalezena poblíž železniční trati nedaleko Stříbra. Jeho osudy těsně před smrtí byly velice dramatické a dodnes nebyly spolehlivě objasněny. Pohřben byl v rodinné hrobce na židovském hřbitově v Brně-Židenicích.

## Nemovitý majetek
Kromě několika továren vlastnil Alfred Löw-Beer také pozemky a na nich vystavěné reprezentativní vily či domy (mj. dům ve Vídni).

### Vila Löw-Beer v Brně-Černých Polích

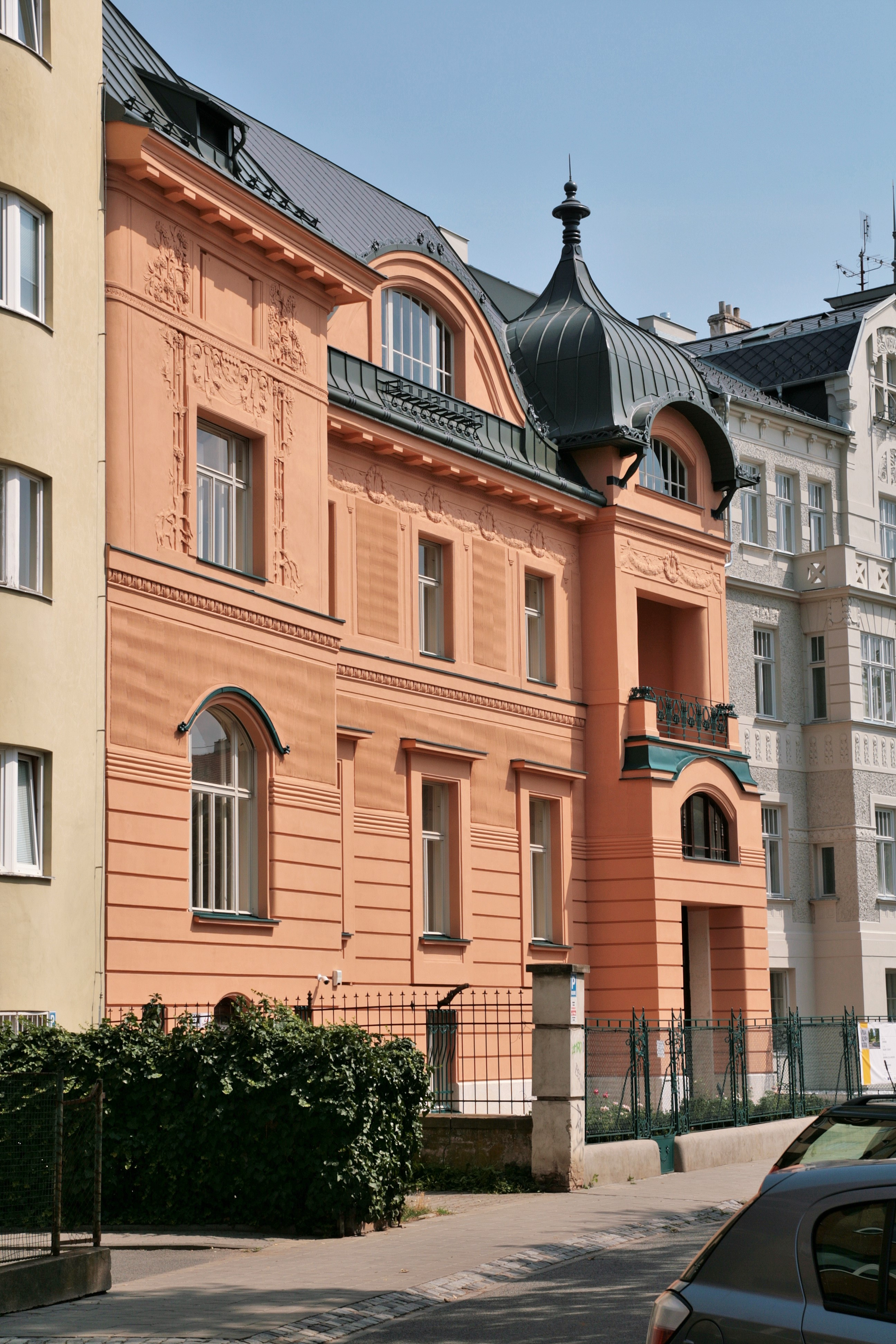
Brněnská vila Löw-Beer

Alfred Löw-Beer vlastnil několik pozemků, přičemž na nejznámějším z nich je na adrese Drobného 22 v Brně postavena vila Löw-Beer. Nechal ji v roce 1903 vybudovat Moritz Fuhrmann. Když zemřel, vilu prodali její dědicové Alfredu Löw-Beerovi. Ten ji nechal ve třicátých letech upravit.
Vila v řadové zástavbě má třítaktovou dispozici s prostornou centrální halou s velkým střešním světlíkem. Fasády zdobí secesní vegetabilní štukový dekor a ve spodní partii pásová rustika. Členitějšímu zahradnímu průčelí je předloženo schodiště s terasou. Podobný dekor je užit i na stěnách a na stropech v interiérech, secesní rostlinné motivy jsou také na keramické dlažbě a na litinovém zábradlí vstupního schodiště. Autorem projektu byl vídeňský architekt Alexander Neumann.

### Malá vila Löw-Beer ve Svitávce
Další známou stavbou, kterou zadal Alfred Löw-Beer, je malá vila Löw-Beer ve Svitávce. Autor architektonického návrhu zasadil vilu, která má charakter příměstského letohrádku, do půvabného přírodního rámce rozsáhlého parku. Jedná se o třítraktovou dvoupodlažní stavbu se sníženým přízemím a kýlovou střechou, zhruba na půdorysu čtverce.

### Velká vila Löw-Beer ve Svitávce
Za nejreprezentativnější sídlo rodiny Löw-Beerů je považována velká vila Löw-Beer ve Svitávce. Vila byla postavena mezi lety 1900 a 1902 podle návrhu brněnského stavitele Josefa Nebehostenyho. Dominantou této vily bylo mramorové schodiště v hale hned při vstupu a stěny pokryté zeleným, stříbrem protkávaným brokátem. Vnitřní část vily prošla v polovině 30. let 20. století přestavbou, kterou inicioval Fritz Löw-Beer, a to podle projektu architekta Rudolfa Baumfelda.

## Ocenění

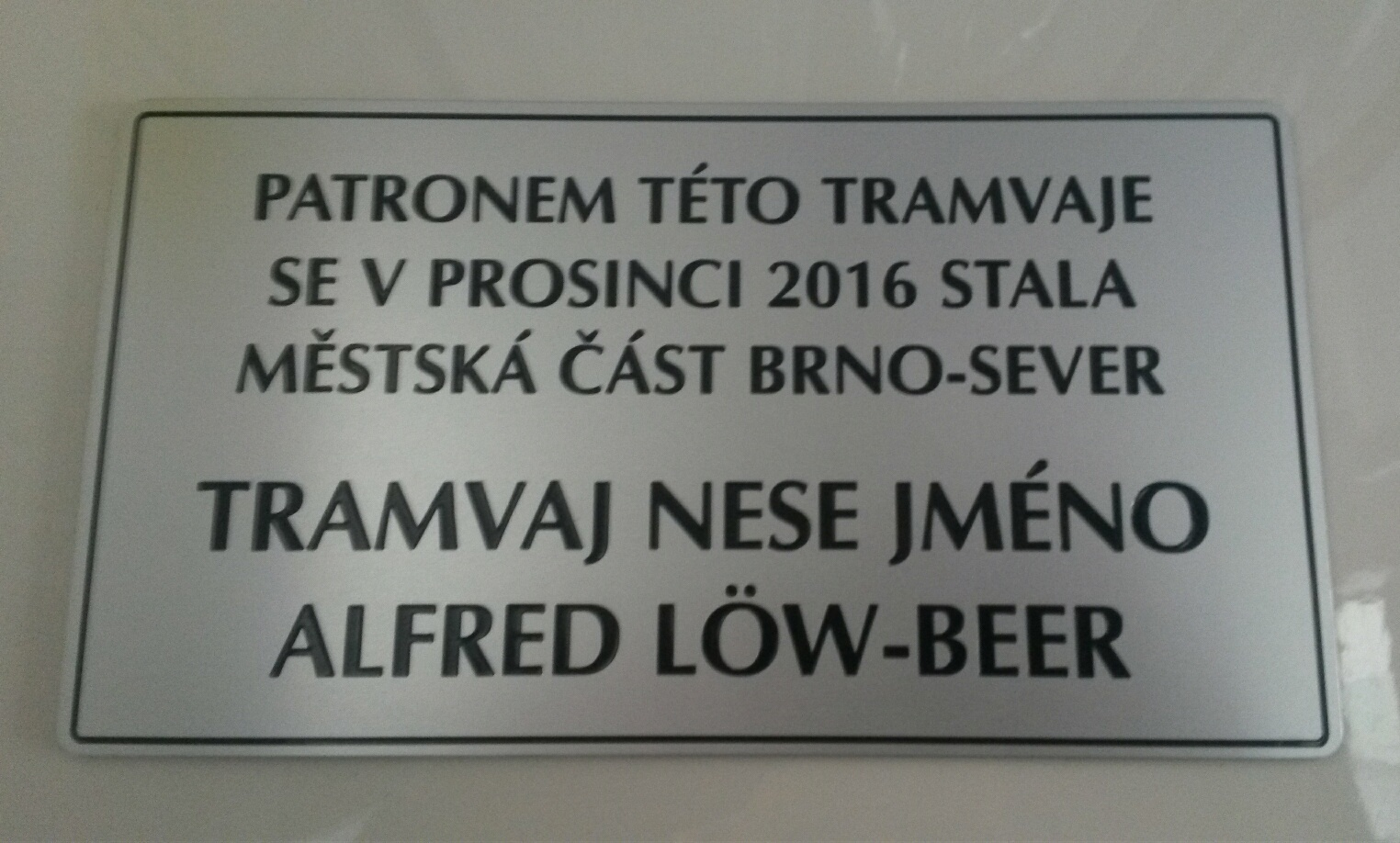
Tabulka se jménem patrona v tramvaji DPMB

Posmrtným uznáním se stalo pojmenování jedné z tramvají Dopravního podniku města Brna jménem Alfreda Löw-Beera na návrh městské části Brno-sever.